# جينادي إغومنوف
جينادي إغومنوف (27 أكتوبر 1936 - 20 مايو 2021) سياسي روسي وعضوًا في الحزب الشيوعي للاتحاد السوفيتي. كان عضوا في مجلس الاتحاد الروسي. كان حاكم بيرم أوبلاست بين عامي 1996 و2000. حصل على وسام وسام الشرف، ووسام «الاستحقاق للوطن» من الدرجة الثانية والفئة الثالثة.
توفي إغومنوف في 20 مايو 2021 عن 84 عامًا.